# Aranyarcú majna
Az  aranyarcú majna (Mino dumontii) a madarak osztályának verébalakúak (Passeriformes) rendjébe és a seregélyfélék (Sturnidae) családjába tartozó faj.

## Rendszerezése
A fajt René Primevère Lesson francia ornitológus írta le 1827-ben.

## Előfordulása
A faj elterjedési területének központja Új-Guinea szigete. A szigetnek mind az indonéz, mind a  pápua új-guineai felén honos. Él továbbá a Bismarck-szigeteken és a Salamon-szigeteken is.
Természetes élőhelyei a szubtrópusi vagy trópusi síkvidéki esőerdők, mocsári erdők és szavannák, valamint ültetvények. Állandó, nem vonuló faj.

## Megjelenése
Testhossza 25 centiméter. Első pillantásra nagyon emlékeztet a beóra (Gracula religiosa), de viszonylag könnyű attól megkülönböztetni. Hiányoznak róla a beóra jellemző bőrlebenyek a fejen. Jellemző bélyege viszont az aranysárga, csupasz szemgyűrű a szeme körül melyről nevét is kapta. Tollazata fémfényű fekete. Hasa aljának hátsó része narancssárga, farkának alsó tollai fehérek. Csőre narancssárga és lábai is ilyen színűek. Mint a seregélyeknél általában itt sem lehet az ivarokat egymástól megkülönböztetni.
|  |

## Életmódja
Mint ez a rokon fajoknál is általános, az aranyarcú majna is társas madár. Párosával vagy még inkább kisebb csoportokban él.
Elsősorban gyümölcsevő, de kisebb állatokat (például ízeltlábúakat vagy gyíkokat) is elkap. A talajszinten, a bokrokon és a magas fák tetején egyformán kutat táplálék után.

## Szaporodása
A szabadban folyó fészkelési szokásairól keveset tudni. Fogságban évente többször is költhet és úgy tűnik nincs kifejezett szaporodási időszaka. Faodvakba építi fészkét levelekből, fakéregből vagy fűből.
Monogám faj, mindkét szülő aktív szerepet vállal a fiókák felnevelésében, de a kotlás java része a tojó feladata. A tojó 2-4 tojást rak, melyek 14 nap után kelnek ki. A fiókák 21-23 nap múlva már elhagyják a fészket. A fiatalok egy hónapos korukban repülnek ki, amelyet hamarosan a szülők újabb tojásrakása követ.

## Természetvédelmi helyzete
Az elterjedési területe nagyon nagy, egyedszáma ismeretlen. A Természetvédelmi Világszövetség Vörös listáján nem fenyegetett fajként szerepel.

## Fordítás
- Ez a szócikk részben vagy egészben a Papuaatzel című német Wikipédia-szócikk ezen változatának fordításán alapul.  Az eredeti cikk szerkesztőit annak laptörténete sorolja fel. Ez a jelzés csupán a megfogalmazás eredetét és a szerzői jogokat jelzi, nem szolgál a cikkben szereplő információk forrásmegjelöléseként.